# Batalla de Walaya
La Batalla de Walaya (en árabe: معركة الولجة‎) fue una batalla librada en Mesopotamia (Irak) en mayo de 633 entre el ejército del Califato Rashidun al mando de Jálid ibn al-Walid y Al-Muthanna ibn Haritha contra el imperio sasánida y sus aliados árabes. En esta batalla se dice que el ejército sasánida era dos veces más grande que el ejército musulmán.
Jálid derrotó decisivamente a las fuerzas sasánidas numéricamente superiores usando una variación de la maniobra táctica de doble envoltura, similar a la maniobra que Aníbal usó para derrotar a las fuerzas romanas en la Batalla de Cannas. Sin embargo, se afirma que Jálid desarrolló su versión de forma independiente. 

## Preludio
El profeta islámico Mahoma murió el 8 de junio de 632, y Abu Bakr lo sucedió como primer califa. El califato de Abu Bakr duró 27 meses, durante los cuales aplastó la rebelión de las tribus árabes en toda Arabia en la exitosa campaña contra la apostasía y restauró la autoridad de Medina sobre Arabia. Una vez sofocadas las rebeliones, Abu Bakr se dio cuenta de que el imperio sasánida y el imperio bizantino amenazaban las fronteras del naciente estado musulmán y que la pasividad solo conduciría a la invasión. Por lo tanto, lanzó campañas contra los imperios sasánida y bizantino, poniendo en marcha una trayectoria histórica que en tan solo unas décadas conduciría a uno de los imperios más grandes de la historia. Después de las guerras Ridda, un jefe tribal musulmán empezó a atacar las ciudades fronterizas persas en Irak. El éxito de estas incursiones creó en Abu Bakr la idea de expandir su imperio. Comenzó con Irak, que estaba bajo ocupación sasánida en ese momento. Para Abu Bakr era importante que su expedición no sufriera una derrota, porque eso confirmaría y reforzaría el miedo al poderío militar sasánida. Para superar estas preocupaciones, decidió que el ejército que lucharía contra los persas estaría compuesto enteramente por voluntarios. Puso al mando del ejército a su mejor general, Jálid ibn al-Walid. Los musulmanes invadieron el Imperio persa sasánida en abril de 633 y derrotaron al ejército sasánida en dos batallas consecutivas: la Batalla de las Cadenas y la Batalla del Río. El plan básico de Jálid era el de infligir tantas bajas a los persas como fuera posible, y además encontrar la menor resistencia posible a lo largo de la ruta de su avance, con el objetivo de capturar a Al-Hira.

## Concentración de los ejércitos sasánidas
Después de la Batalla del Río, el ejército del Califato Rashidun comandado por Jálid partió una vez más hacia Hira. Entretanto, la noticia de la derrota en la batalla del río llegó a Ctesifonte. Se decía que los comandantes de los derrotados ejércitos persas eran algunas de las figuras más experimentadas y respetadas de la corte sasánida. El emperador sasánida, Yazdgerd III, ordenó la concentración de otros dos ejércitos. Siguiendo las órdenes de Yazdegerd III, las fuerzas sasánidas comenzaron a reunirse en la capital imperial. Venían de todas las ciudades y guarniciones, excepto las que ocupaban la frontera occidental con el Imperio bizantino . En pocos días estuvo listo el primer ejército. La corte sasánida esperaba que los musulmanes avanzaran a lo largo del Éufrates hacia el noroeste de Irak, ya que sabían que la fuerza musulmana no se alejaría del desierto, que se esperaba utilizaran para retirarse en caso de derrota. Esperando que el ejército musulmán se moviera hacia el oeste, Yazdegerd III eligió Walaya como el lugar en el que detendrían a Jálid ibn al-Walid y destruirían su ejército. El primero de los nuevos ejércitos sasánidas levantados en Ctesifonte fue puesto bajo el mando de Andarzaghar, gobernador de la provincia de Jorasán. Andarzaghar recibió la orden de trasladar su ejército a Walaya, donde pronto se le uniría el segundo ejército. Partió de Ctesifonte, se trasladó a lo largo de la orilla este del Tigris, cruzó el Tigris en Kaškar, se trasladó al suroeste hasta el Éufrates, cerca de Walaya, cruzó el Éufrates y estableció su campamento en Walaya.
De camino a Walaya, el general persa reclutó a miles de árabes que estaban dispuestos a luchar bajo su estandarte. También había tomado el mando de los restos del ejército que había luchado en las Batallas del Río y de las Cadenas. Cuando llegó a Walaya, esperó a Bahman, que se reuniría con él en unos días. Bahman era el comandante del segundo ejército y una de las principales personalidades de la jerarquía militar sasánida. El emperador le ordenó que llevara al segundo ejército a Walaya, donde Andarzaghar lo esperaría. El plan era que Bahman fuera el comandante de ambos ejércitos y aniquilara al ejército Rashidun superado en número en una gran batalla. Bahman tomó una ruta separada a la de Andarzaghar. Desde Ctesifonte, marchó hacia el sur entre los dos ríos, en dirección directa a Walaya, pero dejó Ctesifonte varios días después de que el primer ejército comenzara a marchar, lo que provocó retrasos.

## Preparación del ejército musulmán
La batalla del Río había sido una victoria importante para los musulmanes. Aunque sólo habían sufrido bajas menores, los musulmanes habían podido derrotar a un gran ejército sasánida y adquirir una gran cantidad de botín. Para entonces, Jálid había organizado una red eficiente de agentes de inteligencia. Los agentes eran árabes locales que eran hostiles a los persas. Los agentes informaron a Jálid sobre la concentración de nuevos ejércitos sasánidas en el área de Walaya y su número mucho mayor. Jálid tenía que llegar a Hira y Walaya estaba directamente en su ruta. Con un ejército de unos 15.000 hombres, Jálid partió en dirección a Hira, moviéndose a paso rápido a lo largo del borde sur de la gran marisma. Unos días antes de que se esperara la llegada de Bahman, el ejército de Jálid llegó y acampó a poca distancia de Walaya. Un gran número de persas sasánidas que habían huido de batallas anteriores volvieron a tomar las armas. Los supervivientes de la Batalla de las Cadenas se unieron a Qarin y lucharon en la Batalla del Río. Los supervivientes de la batalla del Río se unieron a Andarzaghar y ahora acampaban en Walaya. Los musulmanes enfrentaban dos desafíos, uno estratégico y otro táctico:
1. Desafío estratégico: dos ejércitos sasánidas estaban a punto de combinarse para oponerse a ellos.[3] Para resolver este problema, el comandante en jefe musulmán, Jálid ibn Walid, decidió avanzar rápidamente, luchar y eliminar un ejército (el de Andarzaghar) antes de que el otro ejército (el de Bahman) llegara a la escena.
2. Desafío táctico: evitar que los guerreros enemigos escapasen del campo de batalla para reagruparse y seguir luchando. Para lograr esto, el plan de Jálid era atrapar y aniquilar al ejército sasánida en el campo de batalla.

Jálid dio instrucciones a Suwaid bin Muqarrin para que se ocupara de la administración de los distritos conquistados con su equipo de oficiales, y colocó destacamentos para proteger el bajo Tigris contra posibles cruces enemigos desde el norte y el este, y para advertir de la llegada de nuevas fuerzas enemigas desde esas direcciones.

## Despliegue de tropas
El campo de batalla consistía en una llanura uniforme que se extendía entre dos crestas bajas y planas, que estaban separadas por unos 3 kilómetros y tenían de 7 a 9 metros de altura. La parte noreste de la llanura se adentraba en un desierto estéril. A poca distancia más allá de la cresta nororiental fluía una rama del Éufrates, entonces también conocido como el río Khaseef. En mayo de 633, los ejércitos se desplegaron para la batalla, cada uno con un centro y alas. Las alas musulmanas fueron nuevamente comandadas por Asim bin Amr y Addi bin hatim .

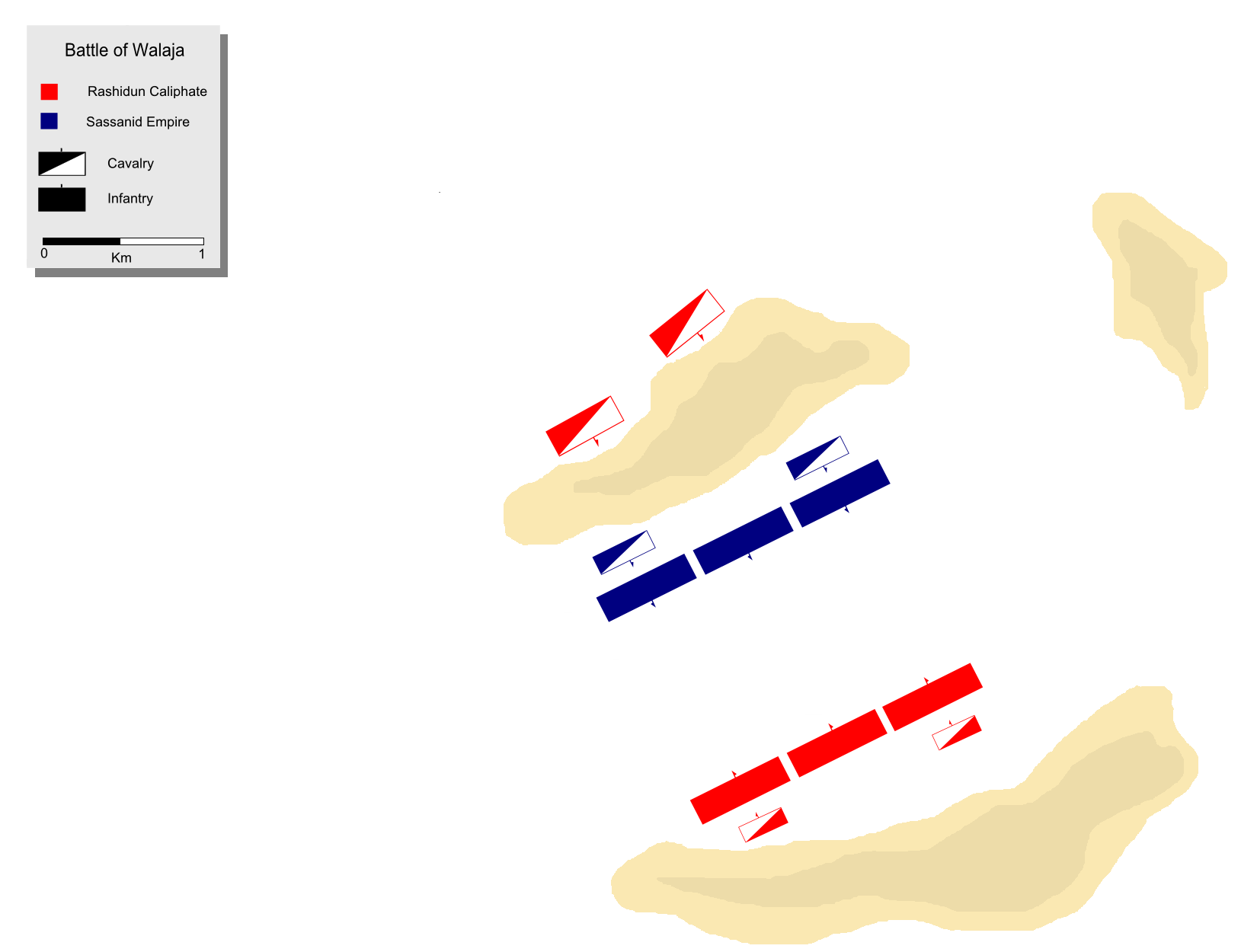
Despliegue de ejércitos musulmanes (rojo) y sasánidas (azul).

El comandante sasánida, Andarzaghar, se desplegó en el centro de esta llanura, mirando al sureste, con la cresta occidental detrás de ellos, y la izquierda descansando sobre la cresta noreste. Jalid formó su ejército frente al ejército sasánida. El centro del campo de batalla estaba a unas dos millas al sureste del actual Ain-ul-Muhari, a 50 kilómetros al sureste del actual Náyaf, y a ocho kilómetros al sureste del actual Ash Sinafiyah.  La caballería sasánida era ampliamente superada en número por la caballería musulmana. Estaba compuesta principalmente por caballería pesada y estaba estacionada detrás de las alas, protegiendo los flancos. Jálid tenía 5.000 tropas de caballería y 10.000 de infantería con él. Sabiendo que su caballería superaba en número a la caballería persa, diseñó su gran maniobra. Su plan era el cerco total del ejército persa utilizando su caballería superior. En lugar de lanzar su caballería por los flancos (como había hecho Aníbal en la Batalla de Cannas), Jalid hizo uso del terreno y colocó una parte de la caballería detrás de la cresta occidental del campo de batalla. Jalid dividió su caballería en dos regimientos de unos 2.000 hombres cada uno, enviándolos detrás de la cresta occidental la noche anterior a la batalla. Se les ordenó atacar la retaguardia persa a la señal de Jálid.

## La batalla
Jálid se enfrentó a los sasánidas con aproximadamente 5.000 jinetes y 10.000 infantes. La caballería se dividió en dos divisiones iguales y se desplegó en los flancos. La estrategia del comandante en jefe persa, Andarzaghar, fue ponerse a la defensiva y dejar que los musulmanes cargaran primero. Planeaba retrasar sus ataques hasta que estuvieran agotados y luego lanzar un contraataque para derrotar al cansado ejército musulmán. La primera fase de la batalla transcurrió según el plan de Andarzaghar. Jálid ordenó un ataque general. El ejército sasánida tenía reservas que emplearon para reemplazar a sus hombres en la línea del frente, dándoles ventaja sobre el ejército musulmán y ayudándoles a llevar a cabo su plan para desgastar a sus oponentes. Durante este tiempo, se dice que Jálid se batió en duelo con un campeón persa de proporciones gigantescas conocido como Hazar Mard (Mil hombres) y lo mató, lo que fue una victoria psicológica para los musulmanes. Con la primera fase terminada, la segunda fase comenzó con el contraataque del ejército persa sasánida. Quizás al ver signos de fatiga de los soldados musulmanes, Andarzaghar juzgó que era el momento adecuado para su contraataque. A sus órdenes, los Sasánidas, apoyados por la caballería pesada persa, llevaron a cabo un ataque general en el frente musulmán. Los árabes pudieron contenerlos durante algún tiempo, pero los persas siguieron adelante. Siguiendo las instrucciones de Jálid, el centro musulmán comenzó a retirarse lentamente y en orden mientras las alas sostenían su posición. Esto creó un frente en forma de media luna, permitiendo más y más tropas persas dentro de la formación.

En ese momento, Jálid dio la señal a su caballería y cargaron contra los flancos persas. La caballería ligera musulmana podía cargar a una velocidad increíble y podía atacar, retirarse, reagruparse y atacar con éxito de nuevo. Esta movilidad les dio una ventaja sobre la caballería pesada sasánida, lo que resultó en una derrota de la caballería persa. Atacaron los flancos y la retaguardia del ejército persa y comenzaron a rodearlo. El cuerpo principal del ejército musulmán al mando de Jálid reanudó el ataque contra el frente persa, mientras que al mismo tiempo extendía sus flancos para conectar con la caballería y rodear completamente a los sasánidas. El ejército de Andarzaghar quedó atrapado en una trampa y no logró escapar. Retrocediendo de los asaltos que venían de todas direcciones, el ejército sasánida se reunió en una masa difícil de manejar, incapaz de usar sus armas libremente. La batalla había terminado, con muchas bajas infligidas al ejército sasánida. Sin embargo, algunos miles de soldados imperiales y el propio Andarzaghar lograron escapar.

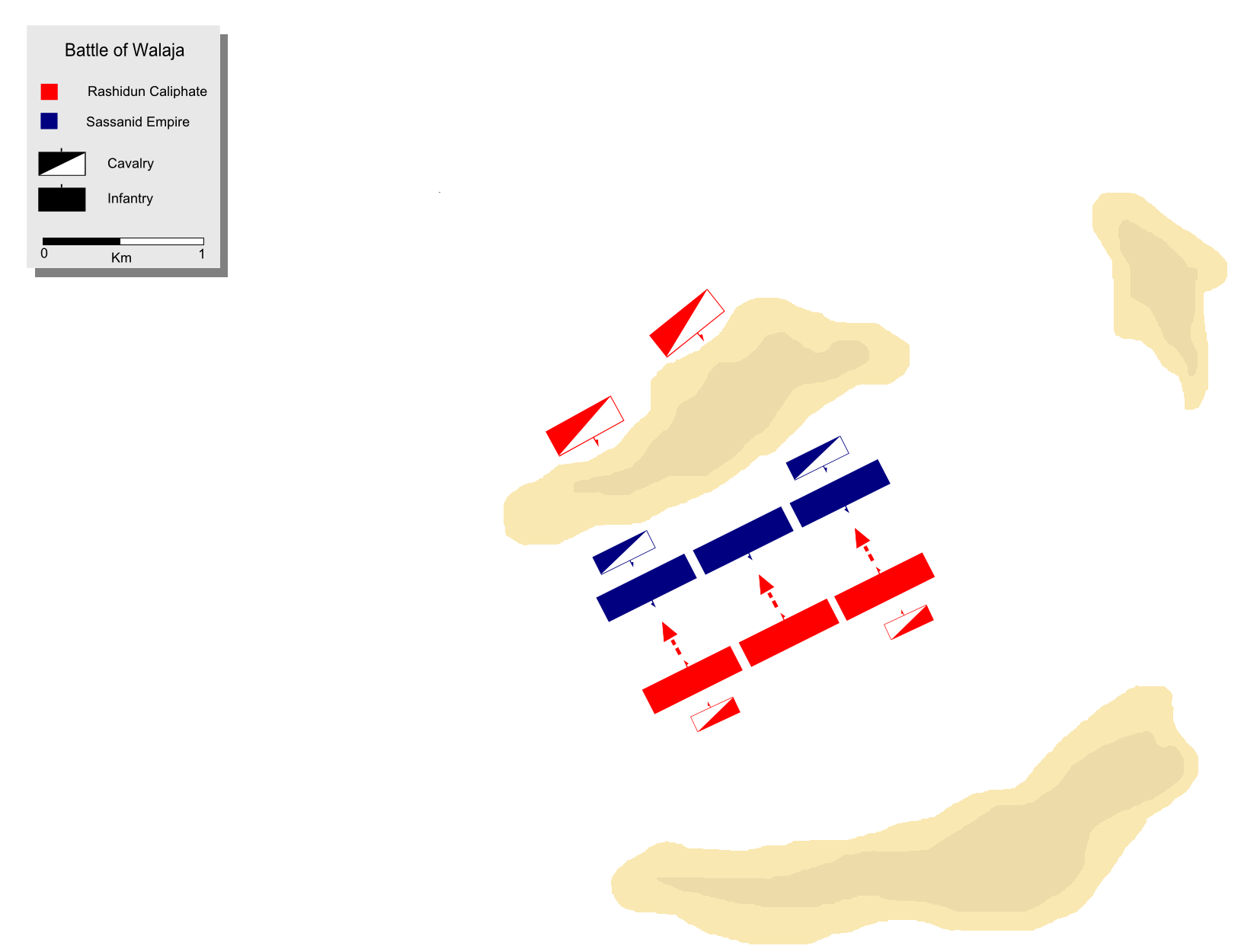
Fase-1: Jálid lanza un ataque general contra el ejército sasánida.
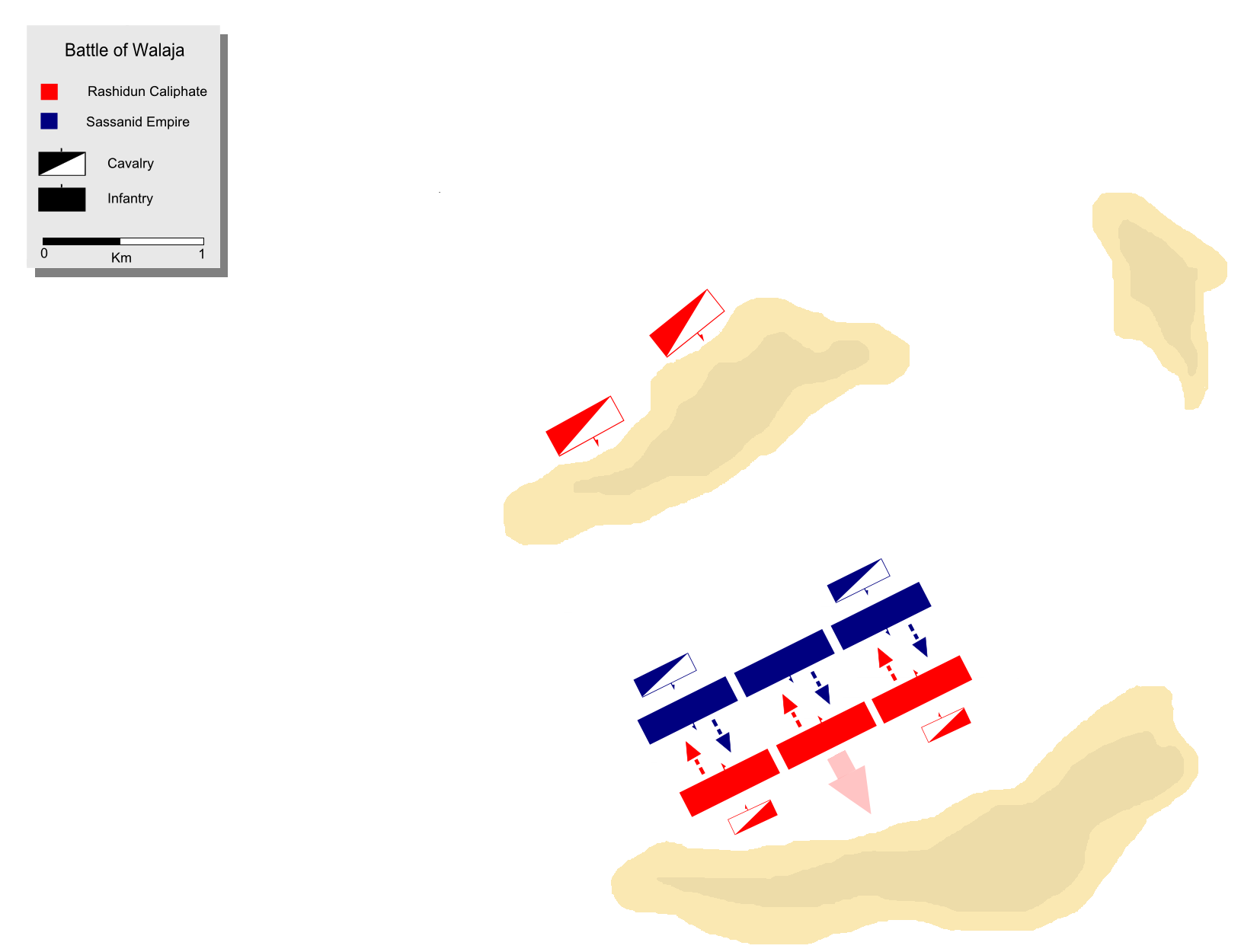
Fase 2: Los sasánidas lanzan un contraataque, siguiendo las instrucciones de Jálid, el centro musulmán comenzó una retirada lenta y ordenada, atrayendo al ejército persa al interior de la formación.
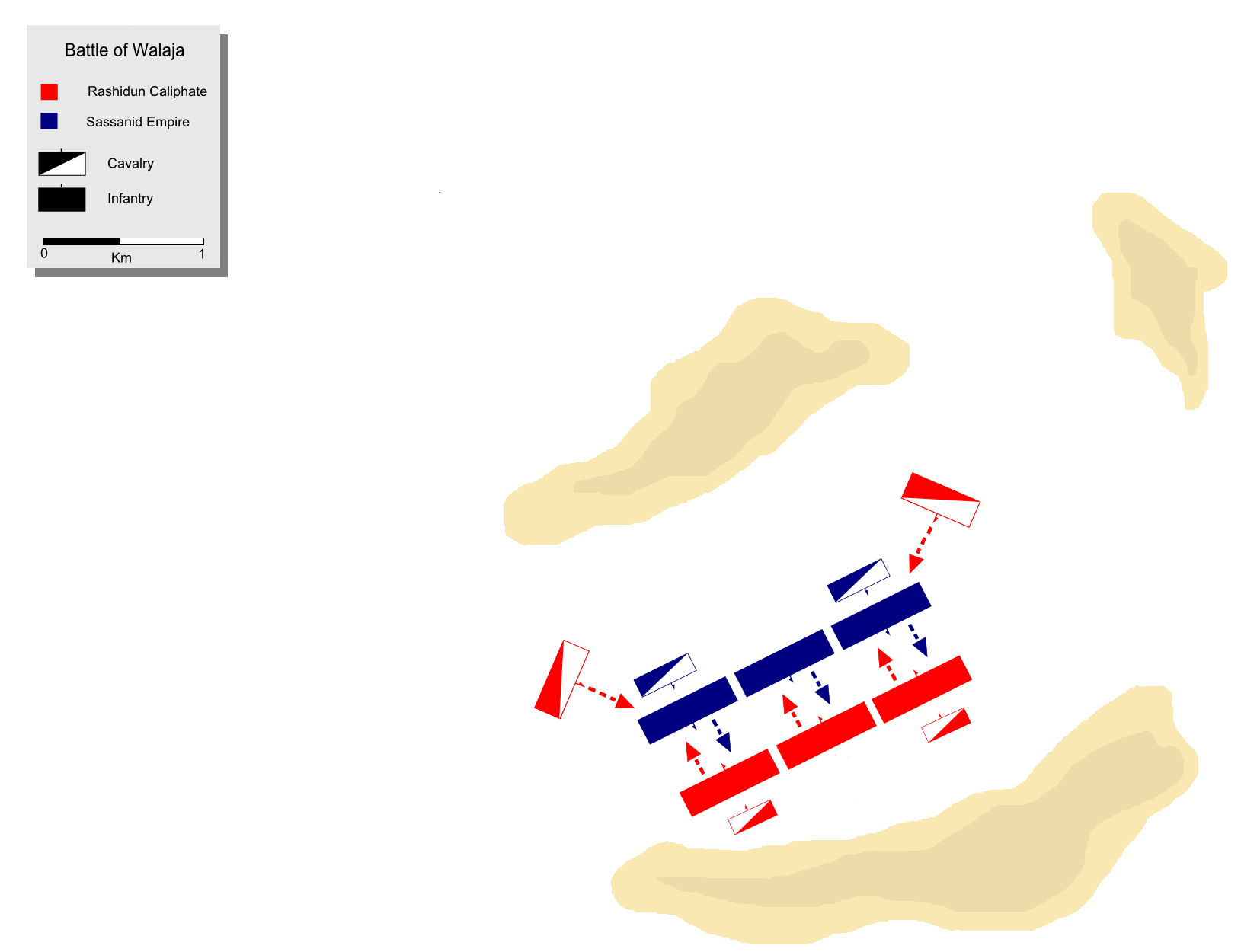
La caballería musulmana ataca el flanco y la retaguardia persa, derrotando a la caballería persa.
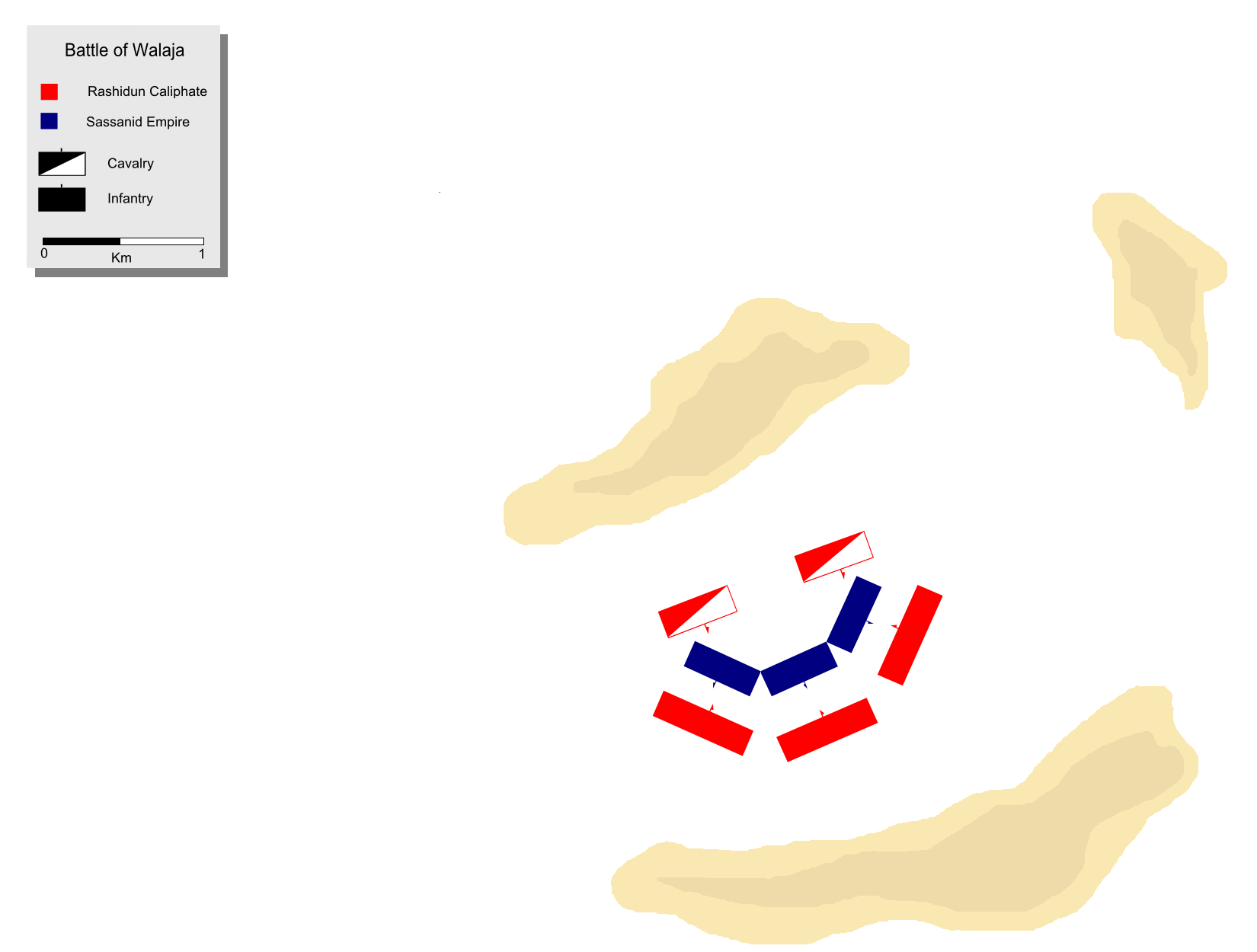
La caballería e infantería musulmanas completan el cerco del ejército persa.

## Consecuencias
Tras aniquilar otro ejército de los persas sasánidas y sus aliados árabes cristianos en la batalla de Ullais, los musulmanes conquistaron Hira, la capital de Mesopotamia a fines de mayo de 633. Más tarde siguió la conquista de Al-Anbar y el exitoso asedio de Ein-al-Tamr. Con la caída de las principales ciudades, todo el sur y centro de Irak, con la excepción de Ctesifonte, quedó bajo control musulmán. En 634, Abu Bakr ordenó a Jálid ibn Walid que se dirigiera a Siria con la mitad de su ejército para comandar la invasión del imperio bizantino. Al-Muthanna bin Harith Al-Shaibani fue puesto como sucesor de Jálid. Los sasánidas, bajo su nuevo emperador Yazdgerd III, levantaron nuevos ejércitos y derrotaron a los musulmanes en la Batalla del Puente, recuperando algo del terreno perdido en Irak. La segunda invasión de Irak se llevó a cabo bajo Sa`d ibn Abī Waqqās, quien, después de derrotar al ejército sasánida en la batalla de al-Qādisiyyah en 636, capturó Ctesifonte. Después de la batalla de Nihavand en 641, el califa Úmar lanzó una invasión a gran escala del Imperio persa.